# 명월 팽나무 군락
명월 팽나무 군락(明月 팽나무 群落)은 대한민국 제주특별자치도 제주시 한림읍 명월리에 있는 팽나무 군락이다. 1974년 4월 3일 제주특별자치도의 기념물 제19호로 지정되었다.

## 개요
팽나무는 느릅나무과에 속하는 나무로 우리나라, 일본, 중국에 분포한다. 우리나라의 남부 지방에서는 폭나무, 포구나무 등으로 불린다. 나무가 매우 크게 자라며 옛날부터 풍수지리설에 따라 마을의 기운이 약한 곳을 보태주는 비보림이나 바람을 막아주는 방풍림을 만드는데 많이 심어졌다.
《명월 팽나무군락》은 북제주군 한림읍 중동마을을 흐르는 시내 양쪽에 위치하며, 팽나무와 푸조나무 100여 그루가 자라고 있다. 팽나무군락의 나이는 50년 이상으로 생각되며, 길이 13m, 둘레 5m 안팎의 큰 나무도 10여 그루가 있다. 이 군락에는 산유자나무, 보리밥나무 등이 사이사이 섞여 있어 웅장한 경치를 이룬다.
명월리는 예로부터 선비 마을로 알려져 있어 인근의 유생들이 이곳에서 풍류를 즐겨 냇가의 수목들이 잘 보호되었던 것으로 보인다. 현재도 계곡의 나무 그늘에서 시를 읊으며 놀았다는 명월대가 있으며, 명월대 옆에는 반달모양의 돌다리가 있어 맑은 시냇물과 함께 운치를 돋구어 주고 있다.
명월 팽나무군락은 팽나무가 집단으로 무리를 이루고 있어 고대 식물상을 추리하는 자료가 되고, 생물학적 가치가 높아 기념물로 지정하여 보호하고 있다.

## 참고 자료
- 명월팽나무군락 - 국가유산청 국가유산포털